# Mattias De Leeuw
Mattias De Leeuw (1989) is een Belgische illustrator en auteur van kinderboeken.

## Leven
De Leeuw tekende en las van jongs af aan: hij wilde striptekenaar worden en verslond de verhalen van Roald Dahl, met tekeningen van Quentin Blake - die later een grote invloed op zijn eigen werk zouden hebben. Hij studeerde Illustratieve Vormgeving aan Sint Lucas Antwerpen. Als student al kreeg hij de Picturale van Ronse-prijs voor jong talent. In 2011 studeerde hij af met De steltenloper, een woordeloos prentenboek. De Leeuw illustreert niet enkel kinderboeken, hij is ook een freelance illustrator voor magazines, kranten en uitgeverijen. Af en toe waagt hij zich aan opdrachten die verder gaan dan illustreren, zoals het decorontwerp voor Brooddoos, een theatervoorstelling van Dimitri Leue.

## Werk
De steltenloper, het afstudeerproject van De Leeuw, is meteen zijn debuut. Samen met een aantal zesjarigen bedenkt hij het verhaal van een man die de wereld rondreist op hoge stelten. Het boek verscheen in 2011 en hij kreeg er de Boekenpluim voor. Daarna ging het snel: hij illustreerde onder meer De zeepridder van Kristien In-'t-Ven (over een dappere én propere ridder die een draak moet verslaan), Dertien Rennende Hertjes van Edward van de Vendel (een soort graphic novel voor kinderen, over hoe fantasie een broer en een zus dichter bij elkaar brengt) en Azizi en de kleine blauwe vogel van Laïla Koubaa (een prentenboek over de Arabische lente). Als auteur-illustrator maakte hij Karel Eend is Verliefd en Sint op komst.
Omdat hij zelf eigenlijk niet zo graag leest, maakt hij graag sequenties van verschillende illustraties bij een tekst en heeft hij een voorkeur voor woordenloze prentenboeken. Hij speelt graag met kleine details en grapjes – zoals een parelhoen die graag parelkettingen draagt – en werkt met frisse kleuren. Hij bouwt graag zijverhalen in die zowel jong als oud aanspreken. Zijn illustraties komen heel spontaan tot stand, met verftoetsen, zwierige lijnen en kleine figuren op een groot blad. Retoucheren doet hij niet: het moet van de eerste keer raak zijn.

## Bekroningen
- 2013: Boekenpluim voor De steltenloper
- 2017: Zilveren Palet voor Circusnacht[1]